# خرواتسکا کستاینیتسا
خْرواتسکا کُستاینیتسا (به کرواتی: Hrvatska Kostajnica) شهری در ایالت سیساک-مسلاوینا کشور کرواسی است که جمعیت آن در سال ۲۰۱۱ میلادی ۲٬۶۸۶ نفر بوده‌است.